# قلعة شيان
قلعه‌شيان (مقاطعة اسلام آباد غرب ) (بالفارسية: قلعه‌شیان) هي قرية تقع في قسم شيان الريفي (مقاطعة إسلام آباد غرب) في إيران. يقدر عدد سكانها بـ 2,252 نسمة .